# Glaciar Schweitzer
El glaciar Schweitzer (del inglés: Schweitzer Glacier)  es un glaciar de la Antártida que drena hacia el oeste, siguiendo la vertiente norte de los Littlewood Nunataks hasta la bahía de Vahsel. El glaciar Lerchenfeld, de dirección oeste-noroeste, se le une con la parte baja. Fue descubierto por la Expedición Antártica Alemana, 1911-12, bajo las órdenes de Wilhelm Filchner. Fue nombrado en reconocimiento del mayor Schweitzer, primer presidente de la Sociedad de la Expedición Antártica Alemana.
- Datos: Q2255859